# Bulbophyllum trimenii
Bulbophyllum trimenii là một loài phong lan thuộc chi Bulbophyllum.